# Céroux-Mousty
Pour les articles homonymes, voir Cérou.
Céroux-Mousty (en wallon Cirou-Moustî) est une section de la ville belge d'Ottignies-Louvain-la-Neuve située en Région wallonne dans la province du Brabant wallon.
C'était une commune à part entière avant la fusion de communes de 1977.

## Démographie
- Sources:INS, Rem:1831 jusqu'en 1970=recensements, 1976= nombre d'habitants au 31 décembre

Avec 5 407 habitants au 1er janvier 2020, Céroux-Mousty est la moins peuplée des quatre sections de la commune.

## Histoire
Le 6 octobre 1895, un accident ferroviaire fait 17 morts et une cinquantaine de blessés graves sur la ligne 140 à hauteur du village lorsqu'une locomotive venant de Nivelles tombe en panne, entrainant l'envoi d'une autre machine pour remorquer les wagons mais, entre-temps, le machiniste de la première locomotive réussit à remettre son engin en route et vient percuter la machine de dépannage.
Le 1er janvier 1977, la commune de Céroux-Mousty est intégrée à la ville d'Ottignies-Louvain-la-Neuve lors de la fusion de communes en Belgique.
Le 1er janvier 1995, à la suite de la scission de la province de Brabant, Céroux-Mousty fait partie de la province du Brabant wallon.

## Lieux et monuments

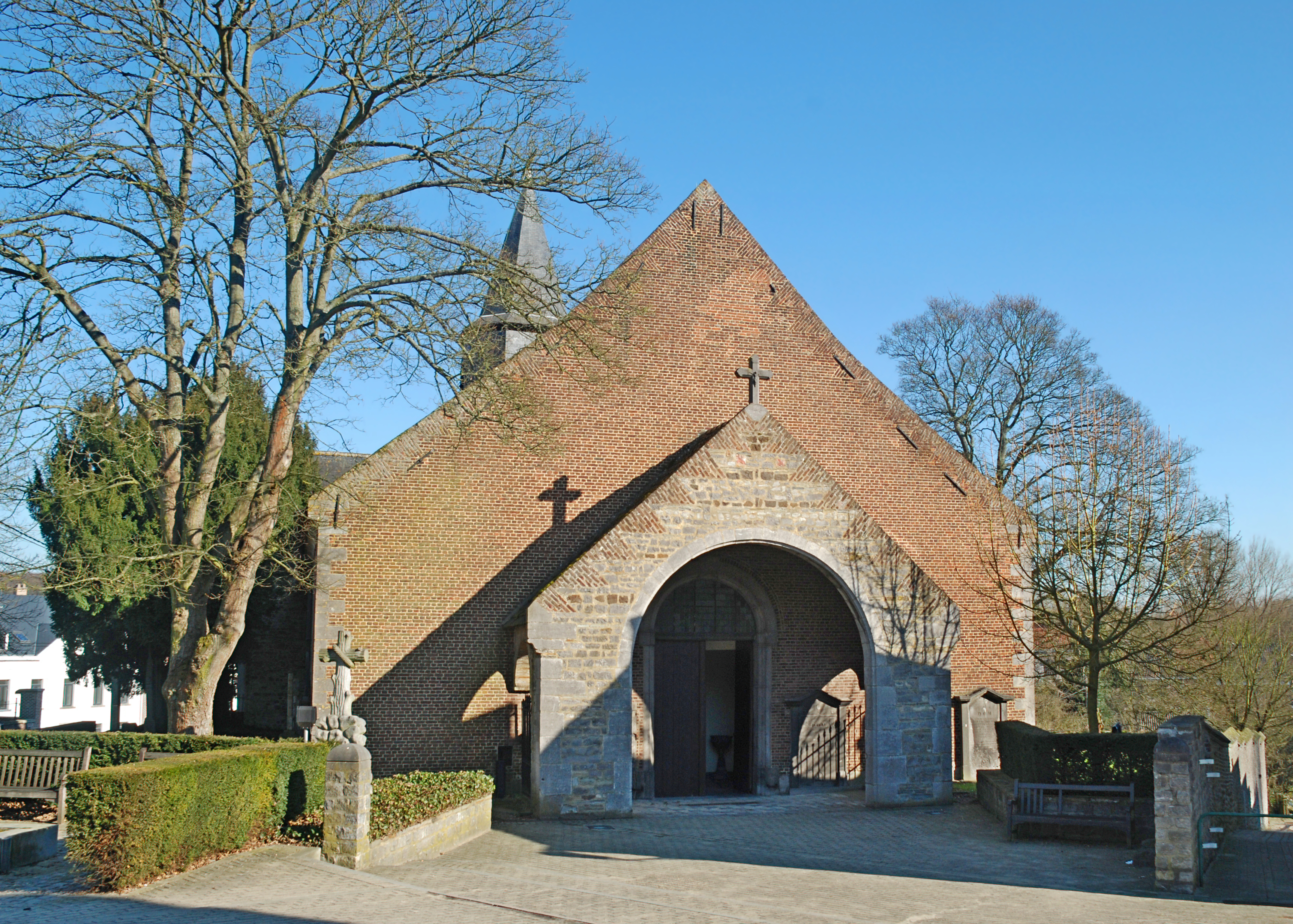
Église Notre-Dame de Mousty.

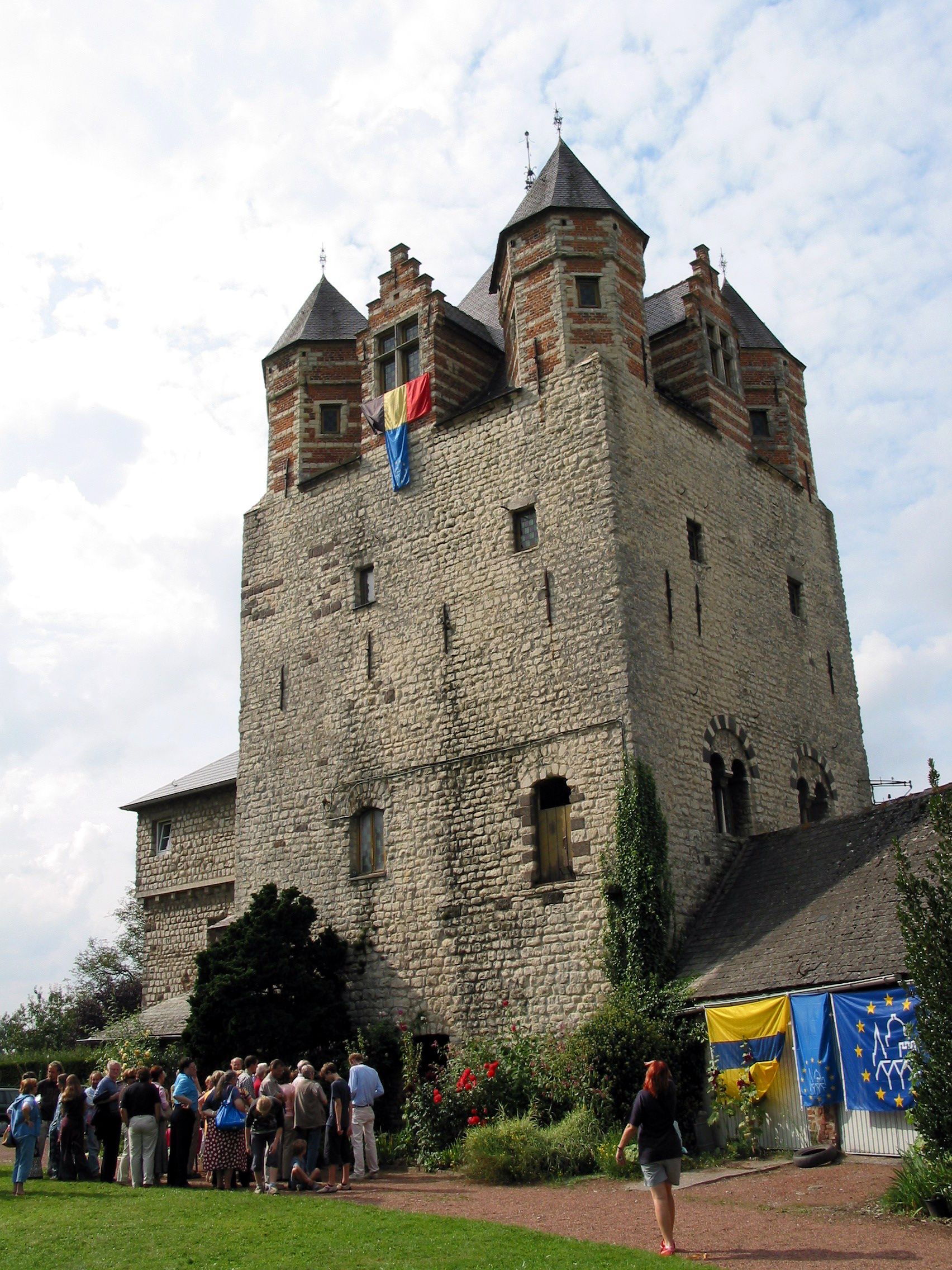
Le donjon de Moriensart (XIIIe siècle).

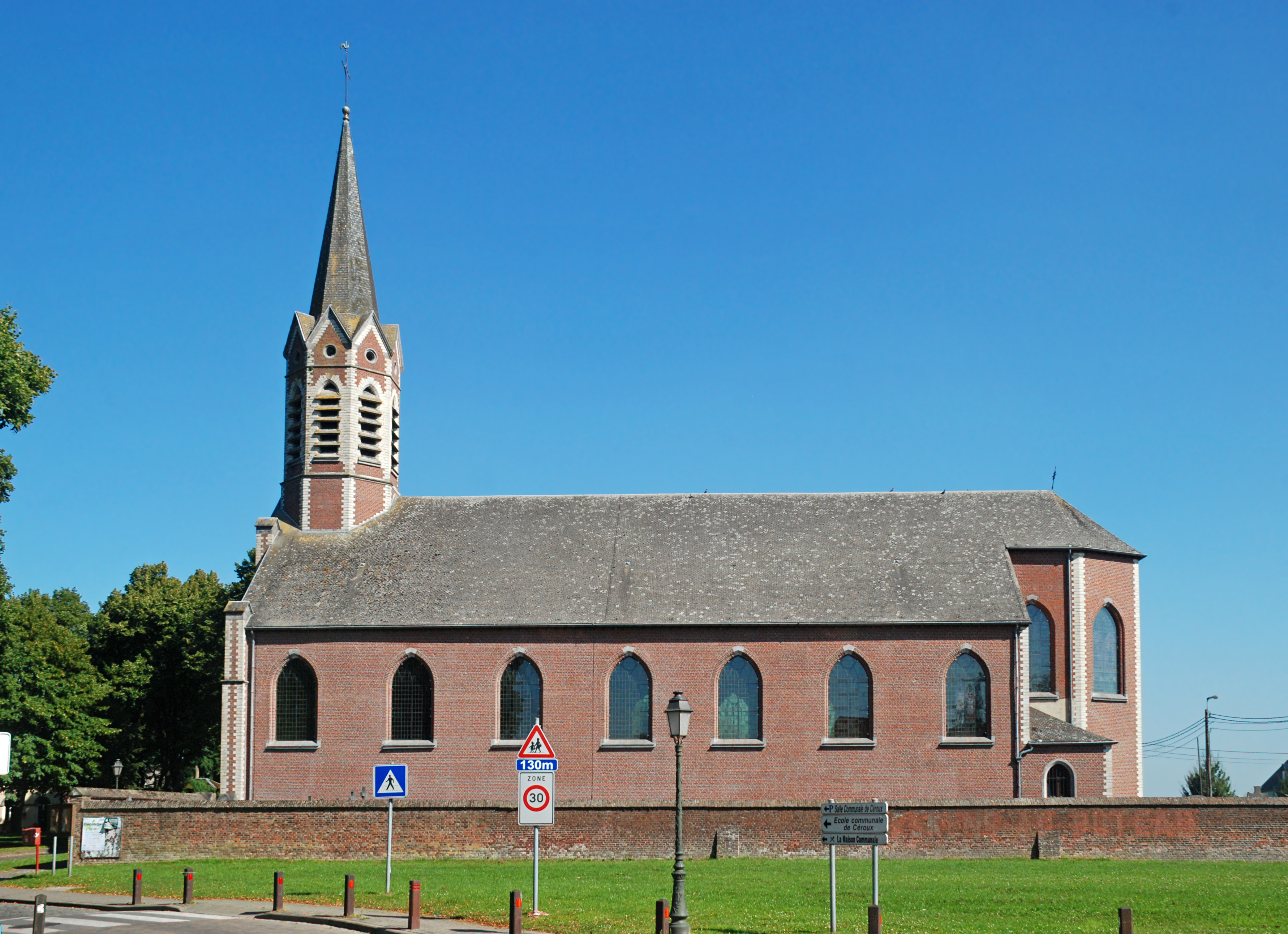
Église Notre-Dame de Bon Secours de Céroux.

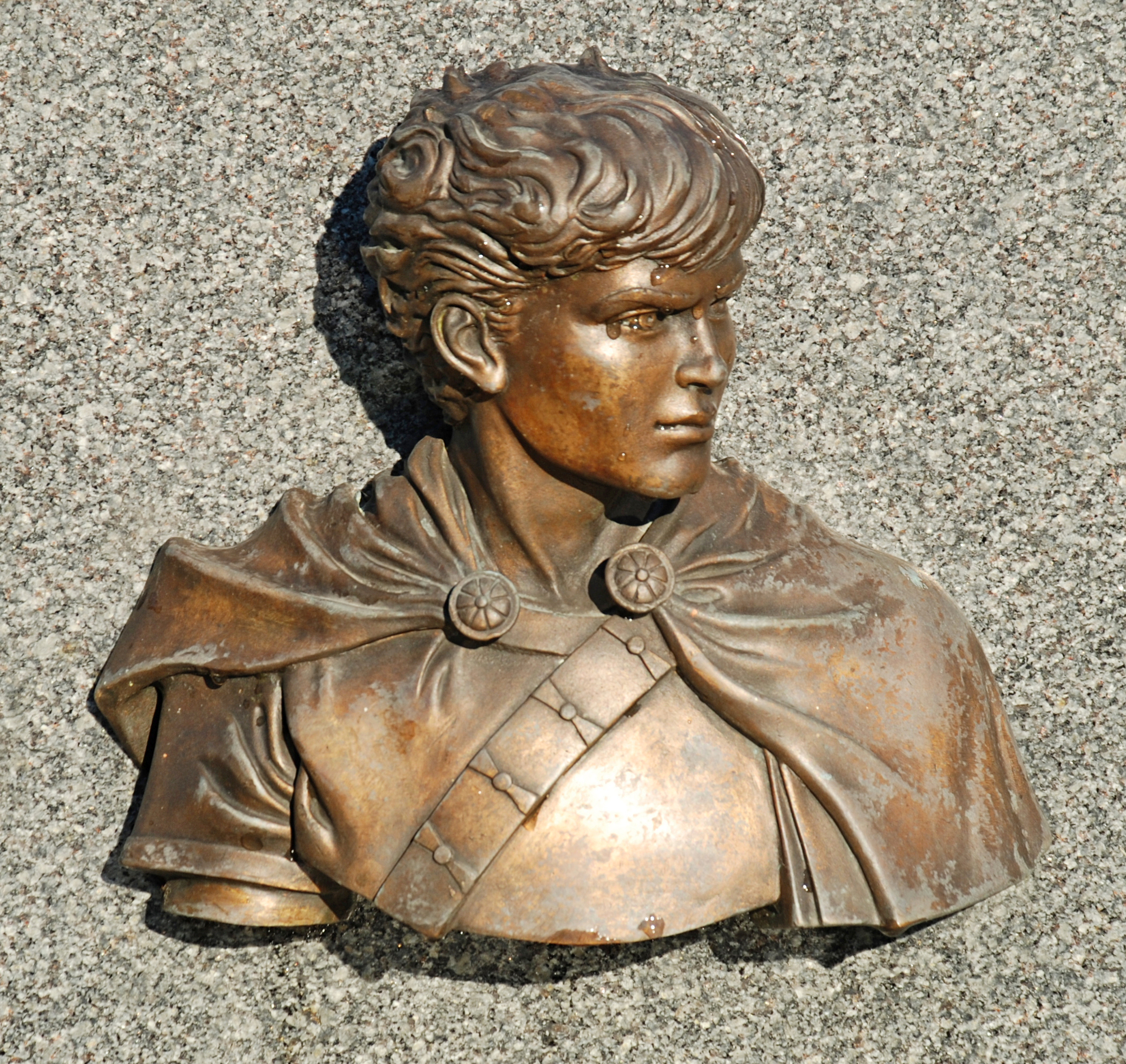
Le buste d'Alix sur la tombe de Jacques Martin dans le cimetière paroissial de Céroux.

### Art roman
L'église Notre-Dame de Mousty est une église de style roman mosan datant du XIe siècle, remplaçant probablement une église en bois dont on n'a plus de traces, qui fut transformée à l'époque classique au XVIIIe siècle : elle possède un Christ roman, un Christ aux outrages du XVe siècle (le Christ de pitié de Mousty) ainsi que du mobilier et un tableau de Constantin Meunier intitulé « Mise au tombeau du Christ ».

### Architecture du Moyen Âge
La tour de Moriensart est quant à elle l’exemple typique d’une maison forte du XIIIe siècle.

### Architecture néogothique
L'église Notre-Dame-du-Bon-Secours bordant la place est de style néogothique. Elle est un refuge d’été pour une colonie d'oreillards.

### PatrimoineArt nouveau
Mousty abrite moins de témoins de l'Art nouveau qu'Ottignies.
On trouve cependant à Mousty une maison à fenêtre circulaire typique de l'Art nouveau géométrique :
- place du Centenaire, 11.

### Patrimoine Art déco
Mousty présente également de nombreuses façades ornées de cimorné et de marbrite, caractéristiques de l'Art déco rural :
- rue Berthet, 10 et 47 ;
- place du Centenaire, 10 ;
- rue des Coquerées, 52 et 83 ;
- rue du Culot, 12, 27, 35 et 51 ;
- avenue Provinciale, 110 ;
- rue de la Station.

Ce petit patrimoine est en danger, plusieurs de ces façades étant en train de se dégrader.

## La «place des montgolfières»

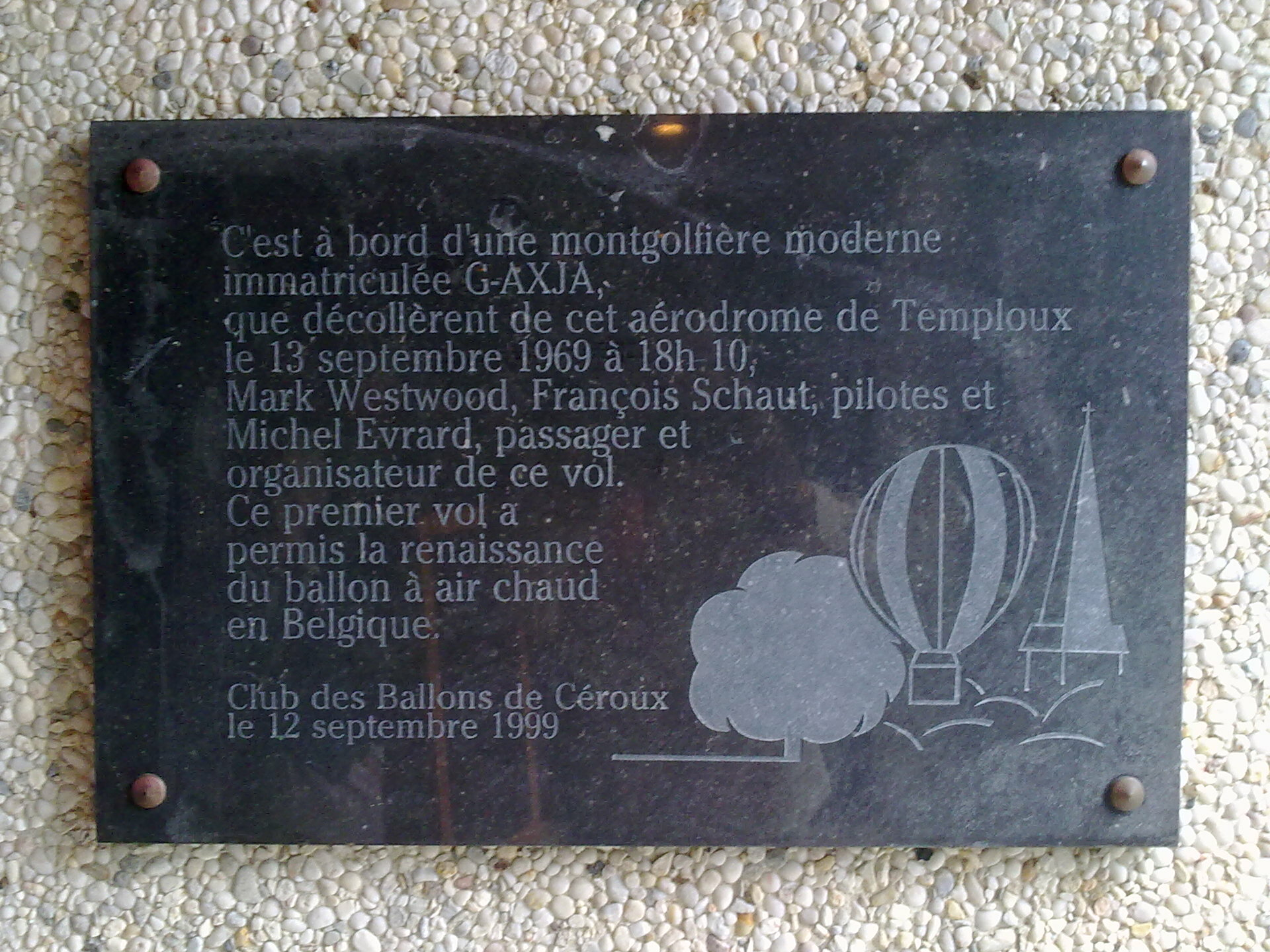
Renaissance des vols en ballon en 1969, base du Club des Ballons de Céroux.

Sa belle place (la plus grande et la plus verte de la province du Brabant wallon) est surnommée « place des montgolfières » de par l'envol régulier de celles-ci. Elle est bordée de 61 tilleuls.
« La Place, ballonodrome officiel agréé par l'Administration de l'aéronautique, est un lieu de décollage privilégié pour tous les pilotes qui apprécient son rideau d'arbres et les paysages du doux « roman païs ». Le fameux clocher de l'église Notre-Dame du Bon Secours, point de repère familier, fait partie de l'emblème du Club qui affirme ainsi son origine et ses attaches ».
Le jour de la fête de l'Ascension, de nombreuses montgolfières décollent de la place de Céroux.

Meeting de l'Ascension 2007
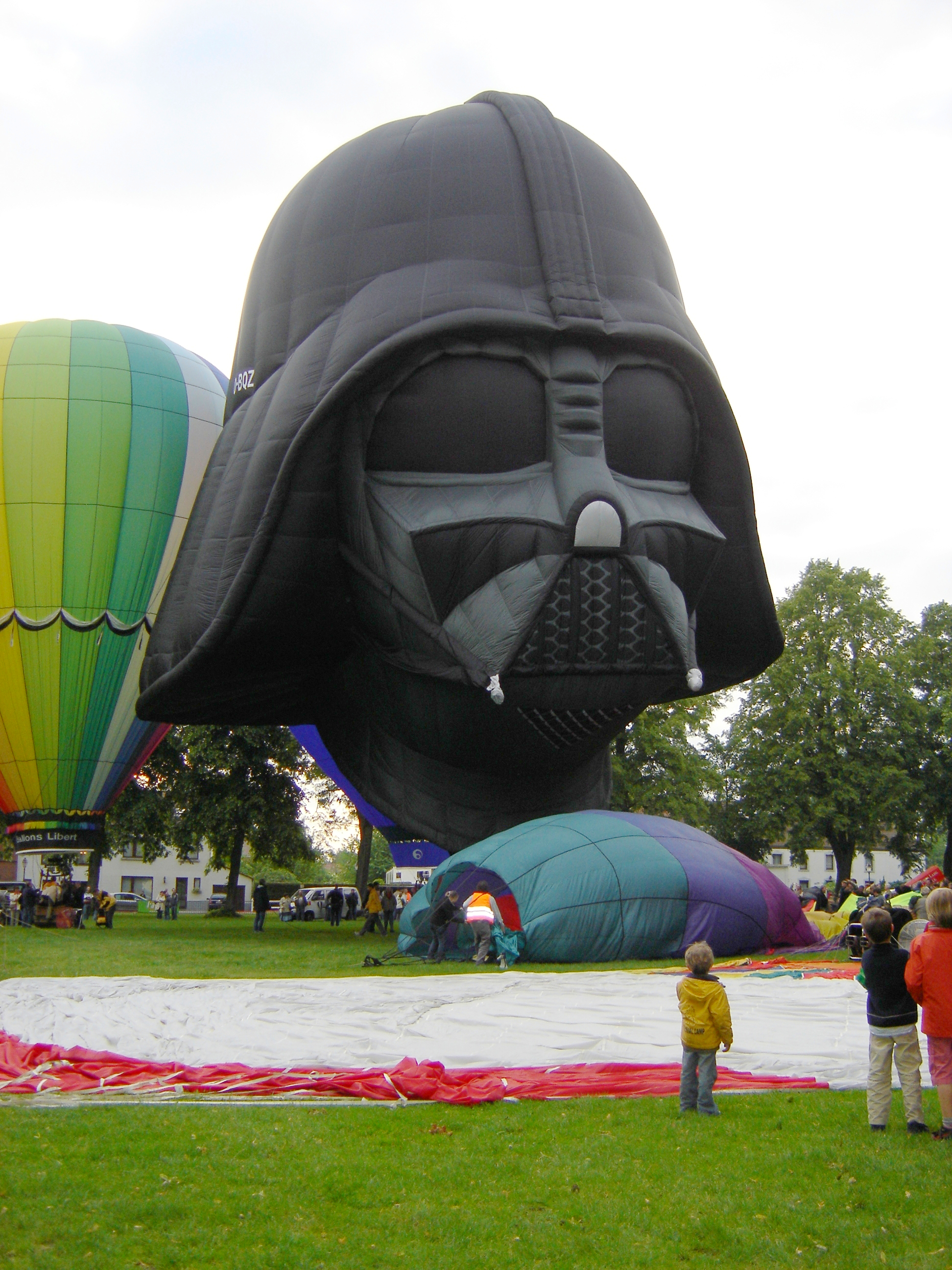
Montgolfière Dark Vador.
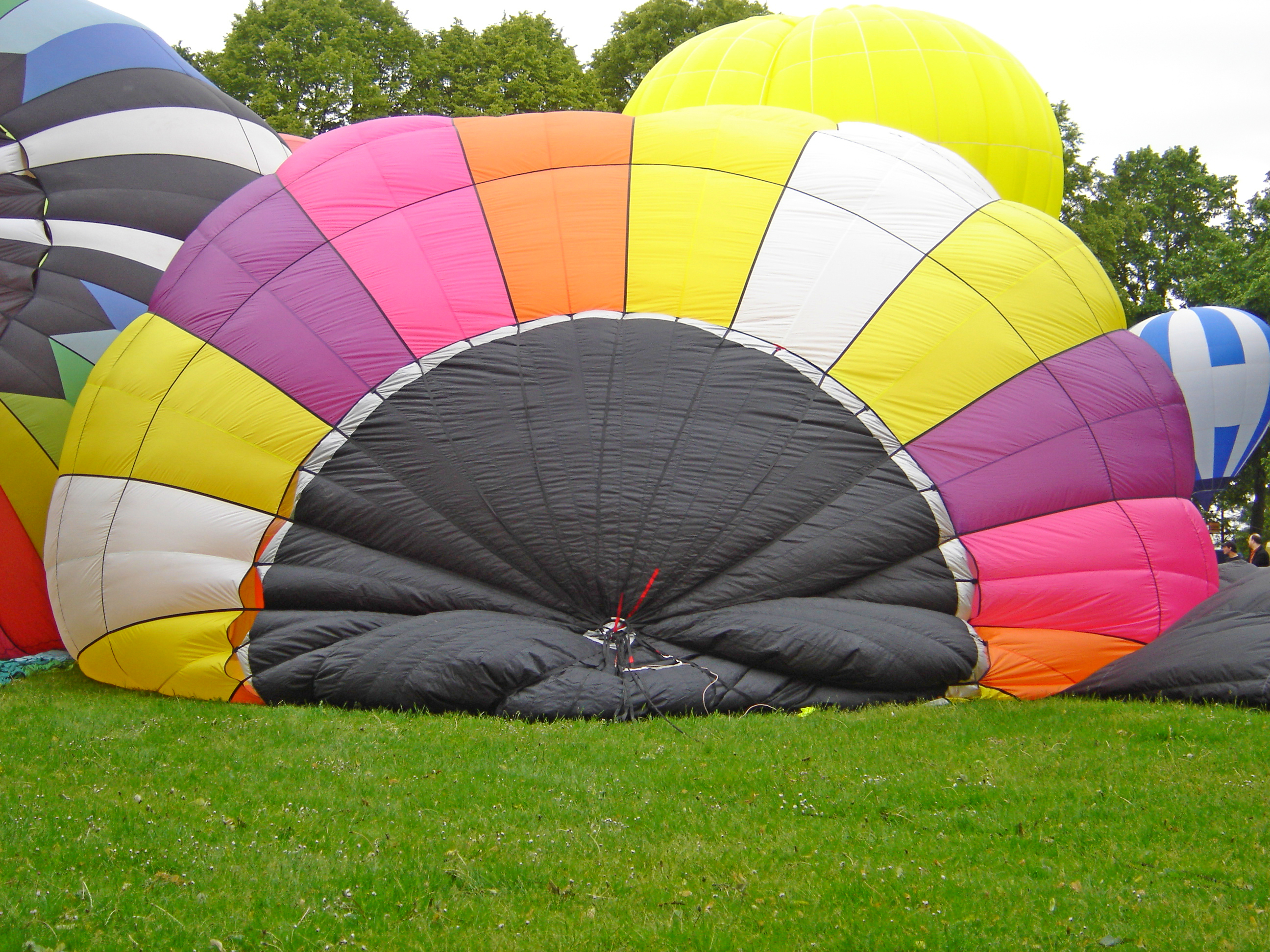
Gonflage des montgolfières.
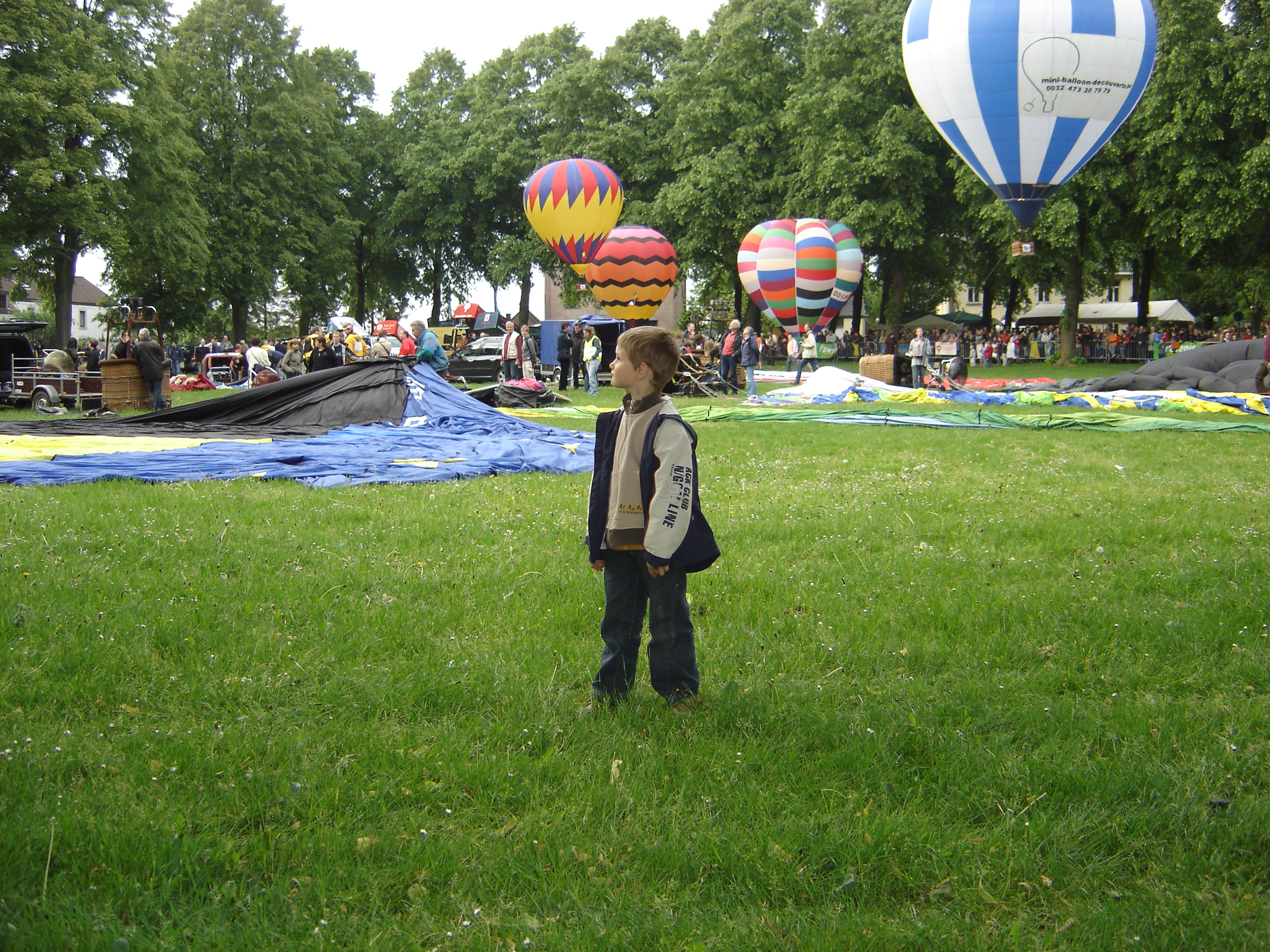
Gonflage et envols.